# Fußball-Landesliga Schleswig-Holstein 1952/53
Die Landesliga Schleswig-Holstein wurde zur Saison 1952/53 das sechste Mal ausgetragen und bildete bis zur Saison 1962/63 den Unterbau der erstklassigen Oberliga Nord. Erstmals durften die beiden erstplatzierten Mannschaften an der Aufstiegsrunde zur erstklassigen Oberliga Nord teilnehmen, die Mannschaften auf den drei letzten Plätzen mussten in die Bezirksliga absteigen.

## Vereine
Im Vergleich zur Saison 1951/52 veränderte sich die Zusammensetzung der Liga folgendermaßen: Der VfB Lübeck konnte sich in der Aufstiegsrunde zur Oberliga Nord durchsetzen, während kein Verein aus Schleswig-Holstein absteigen musste. Die beiden Absteiger Eutin 08 und ATSV Lübeck hatten die Landesliga verlassen und wurden durch die drei Aufsteiger Olympia Neumünster, SV Friedrichsort und TSV Lägerdorf ersetzt.
| Verein              | Stadt                | Kreis                 | Qualifikation                       |
| ------------------- | -------------------- | --------------------- | ----------------------------------- |
| Itzehoer SV         | Itzehoe              | Steinburg             | 2. Platz 1951/52                    |
| LBV Phönix          | Lübeck               |                       | 3. Platz 1951/52                    |
| VfB Kiel            | Kiel                 |                       | 4. Platz 1951/52                    |
| Heider SV           | Heide                | Norderdithmarschen    | 5. Platz 1951/52                    |
| Schleswig 06        | Schleswig            | Schleswig             | 6. Platz 1951/52                    |
| VfR Neumünster      | Neumünster           |                       | 7. Platz 1951/52                    |
| Fortuna Glückstadt  | Glückstadt           | Steinburg             | 8. Platz 1951/52                    |
| VfL Bad Schwartau   | Bad Schwartau        | Eutin                 | 9. Platz 1951/52                    |
| Eckernförder SV     | Eckernförde          | Eckernförde           | 10. Platz 1951/52                   |
| FC Kilia Kiel       | Kiel                 |                       | 11. Platz 1951/52                   |
| TSV Neustadt        | Neustadt in Holstein | Oldenburg in Holstein | 12. Platz 1951/52                   |
| TSV Brunsbüttelkoog | Brunsbüttelkoog      | Süderdithmarschen     | 13. Platz 1951/52                   |
| Flensburg 08        | Flensburg            |                       | 14. Platz 1951/52                   |
| Olympia Neumünster  | Neumünster           |                       | Aufsteiger aus der Bezirksliga Ost  |
| SV Friedrichsort    | Kiel                 |                       | Aufsteiger aus der Bezirksliga Ost  |
| TSV Lägerdorf       | Lägerdorf            | Steinburg             | Aufsteiger aus der Bezirksliga West |

## Saisonverlauf
Die Meisterschaft und damit die Teilnahme an der Aufstiegsrunde sicherte sich wie im Vorjahr der VfR Neumünster. Als Zweitplatzierter durfte der LBV Phoenix ebenfalls teilnehmen. Beide verpassten jedoch den Aufstieg.
Der Heider SV vertrat den Schleswig-Holsteinischen Fußballverband bei der deutschen Amateurmeisterschaft 1953, in der er in der Vorrunde gegen Homberger SV, Eintracht Nordhorn und Borussia Fulda ausschied.

### Tabelle
| Pl. | Verein                 | Sp. | S  | U | N  | Tore    | Quote | Punkte |
| --- | ---------------------- | --- | -- | - | -- | ------- | ----- | ------ |
| 1.  | VfR Neumünster         | 30  | 21 | 5 | 4  | 088:340 | 2,59  | 47:13  |
| 2.  | LBV Phönix             | 30  | 16 | 9 | 5  | 096:450 | 2,13  | 41:19  |
| 3.  | Heider SV              | 30  | 16 | 8 | 6  | 086:500 | 1,72  | 40:20  |
| 4.  | Itzehoer SV            | 30  | 16 | 6 | 8  | 083:370 | 2,24  | 38:22  |
| 5.  | Flensburg 08           | 30  | 14 | 9 | 7  | 067:390 | 1,72  | 37:23  |
| 6.  | TSV Brunsbüttelkoog    | 30  | 15 | 4 | 11 | 068:650 | 1,05  | 34:26  |
| 7.  | Schleswig 06           | 30  | 12 | 8 | 10 | 068:650 | 1,05  | 32:28  |
| 8.  | VfB Kiel               | 30  | 12 | 7 | 11 | 068:640 | 1,06  | 31:29  |
| 9.  | TSV Lägerdorf (N)      | 30  | 14 | 2 | 14 | 090:680 | 1,32  | 30:30  |
| 10. | SV Friedrichsort (N)   | 30  | 10 | 8 | 12 | 058:670 | 0,87  | 28:32  |
| 11. | Eckernförder SV        | 30  | 11 | 5 | 14 | 067:840 | 0,80  | 27:33  |
| 12. | FC Kilia Kiel          | 30  | 11 | 4 | 15 | 055:590 | 0,93  | 26:34  |
| 13. | Fortuna Glückstadt     | 30  | 11 | 4 | 15 | 044:640 | 0,69  | 26:34  |
| 14. | VfL Bad Schwartau      | 30  | 10 | 3 | 17 | 067:630 | 1,06  | 23:37  |
| 15. | Olympia Neumünster (N) | 30  | 7  | 3 | 20 | 036:108 | 0,33  | 17:43  |
| 16. | TSV Neustadt           | 30  | 0  | 3 | 27 | 041:168 | 0,24  | 03:57  |

| (M) | Meister der Landesliga Schleswig-Holstein 1951/52       |
| (A) | Absteiger aus der Oberliga Nord 1951/52                 |
| (N) | Aufsteiger in die Landesliga Schleswig-Holstein 1952/53 |

## Aufstiegsrunde zur Landesliga Schleswig-Holstein 1953/54
An der Aufstiegsrunde nahmen die Meister der sechs Drittligastaffeln teil.
| Pl. | Verein                                 | Sp. | S | U | N | Tore    | Punkte |
| --- | -------------------------------------- | --- | - | - | - | ------- | ------ |
| 1.  | ATSV Lübeck (Bezirksliga Süd)          | 5   | 4 | 0 | 1 | 022:100 | 08:20  |
| 2.  | FC Holstein Segeberg (Bezirksliga Süd) | 5   | 4 | 0 | 1 | 014:700 | 08:20  |
| 3.  | Gut-Heil Neumünster (Bezirksliga Ost)  | 5   | 4 | 0 | 1 | 012:100 | 08:20  |
| 4.  | VfL Kellinghusen (Bezirksliga West)    | 5   | 1 | 1 | 3 | 009:110 | 03:70  |
| 5.  | Husum 18 (Bezirksliga Nord)            | 5   | 1 | 0 | 4 | 007:170 | 02:80  |
| 6.  | FC Union Neumünster (Bezirksliga Ost)  | 5   | 0 | 1 | 4 | 010:190 | 01:90  |